# Aiseau-Presles
Aiseau-Presles (wallonisch Åjhô-Préle) ist eine Gemeinde im Osten der belgischen Provinz Hennegau. Sie umfasst die Ortschaften Aiseau, Pont-de-Loup, Roselies und Presles.
Die Nachbargemeinden von Aiseau-Presles sind Châtelet, Farciennes, Fosses-la-Ville, Gerpinnes und Sambreville.

## Geschichte
Der Ort Aiseau wurde im Jahr 952 erstmals erwähnt. 1192 wurde hier ein Augustinerkloster (Abbaye d'Oignies) gegründet. Um 1250 verfasste Jakob von Vitry hier sein Werk De Vita beatae Mariae Oigniacensis über die Begine Maria von Oignies. Maria hatte am selben Ort eine Beginengemeinschaft gegründet, und nach ihrem Tod wurde ihr Grabstätte im Kloster eine Pilgerstätte. Das Kloster wurde im Zuge der Französischen Revolution 1796 aufgelöst und verkauft. Nach 1837 befand sich in den Klostergebäuden eine Glasfabrik. 1973 wurde der Ostflügel des Klosters bei einem Brand völlig zerstört.

### Einwohnerentwicklung
Quelle:Belgisches Nationales Institut für Statistik (NIS) – Einwohnerzahl jeweils am 1. Januar

## Sehenswürdigkeiten
Im Ortsteil Pont-de-Loup ist der Turm einer romanischen Kirche aus dem späten 11. Jahrhundert erhalten. Weiterhin ist das Schloss der Familie d’Oultremont in Presles von Interesse, das im 19. Jahrhundert errichtet wurde. Es ist ebenso wie der englische Schlossgarten jedoch nicht der Öffentlichkeit zugänglich.

## Gemeindepartnerschaft
Aiseau-Presles pflegt eine Partnerschaft mit der französischen Stadt Pomérols in der Region Okzitanien.

## Söhne und Töchter der Stadt
- Karl Erjavec (* 1960), slowenischer Politiker